# Szillablättrige Ingwerorchidee
Die Szillablättrige Ingwerorchidee (Roscoea scillifolia) ist eine Pflanzenart aus der Gattung Roscoea in der Familie der Ingwergewächse (Zingiberaceae).

## Beschreibung

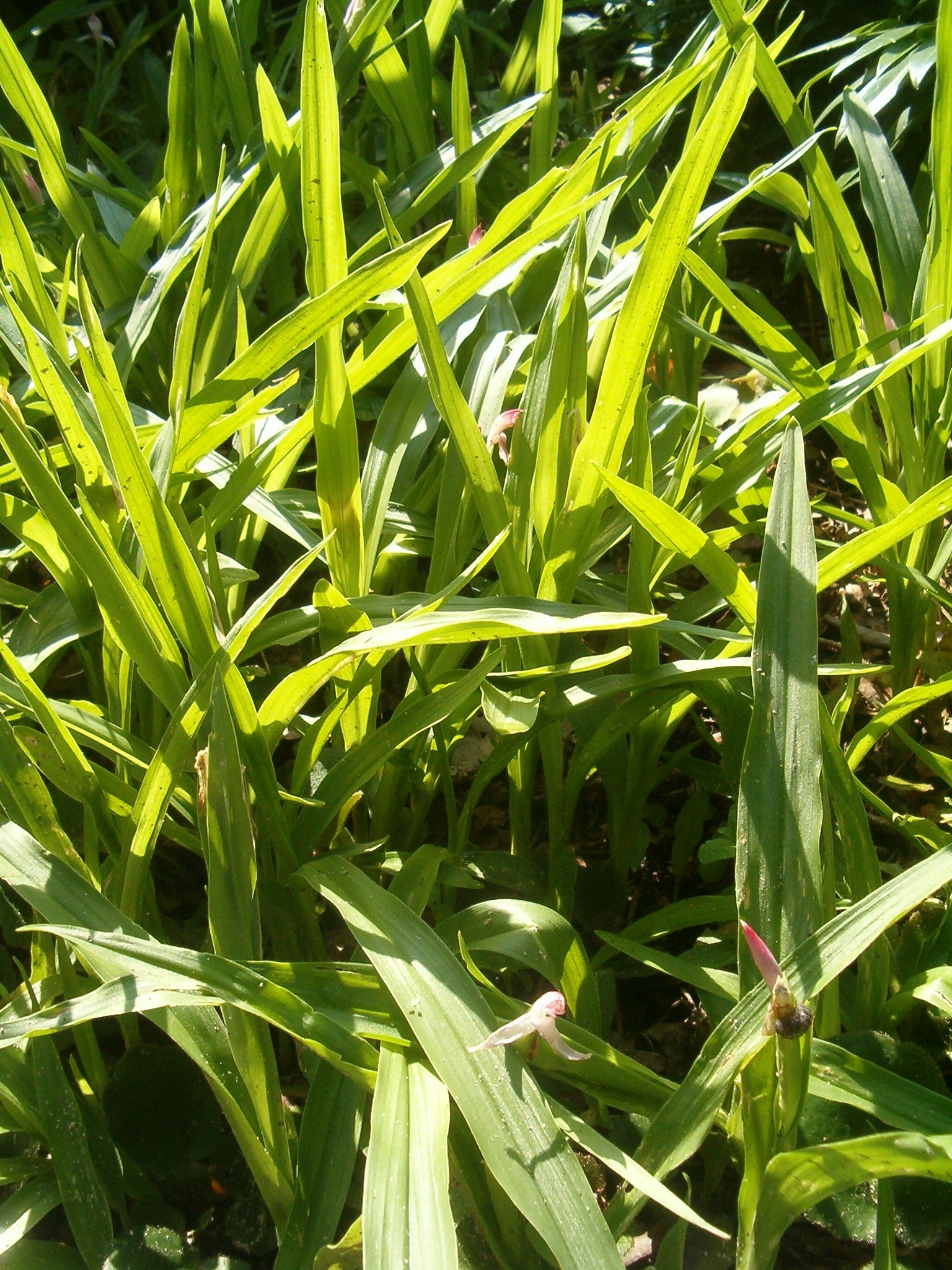
Habitus, Laubblätter und Blüten

Die Szillablättrige Ingwerorchidee ist eine ausdauernde krautige Pflanze, die Wuchshöhen von meist 10 bis 27 (6 bis 37) Zentimetern erreicht. Sie bildet ein vertikales Rhizom mit Knollenwurzeln aus.
Die Deckblätter messen 2,6 bis 5 × 1 bis 2,3 Zentimeter, sind ebenso lang wie der Kelch oder länger und enden stumpf oder spitz. Die zwittrigen Blüten sind zygomorph und dreizählig. Die Kronröhre ist 1,6 bis 3 Zentimeter lang. Die Lippe misst 1,3 bis 2 × 0,8 bis 1,2 Zentimeter. Die Staminodien sind bei einer Länge von 1 bis 1,4 Zentimetern sowie einer Breite von 0,3 bis 0,5 Zentimetern elliptisch bis schief verkehrt-eiförmig. Die Blüten sind tief schwarzpurpur- bis rosafarben oder weiß. Die Blütezeit reicht von Juni bis September.
Die rosablütige Form erreicht Wuchshöhen von 15 bis 20 Zentimetern und blüht von August bis September, die dunkelpurpurne 25 bis 30 Zentimeter und blüht von Juni bis Juli.

## Vorkommen
Die Szillablättrige Ingwerorchidee kommt im südwestlichen China im nördlichen und westlichen Yunnan auf feuchten, offenen, steinigen Bergwiesen in Höhenlagen von 2700 bis 3400 Metern vor.

## Nutzung
Die Szillablättrige Ingwerorchidee wird selten als Zierpflanze in Steingärten genutzt. Sie ist seit ungefähr 1912 in Kultur.

## Belege
- Eckehart J. Jäger, Friedrich Ebel, Peter Hanelt, Gerd K. Müller (Hrsg.): Rothmaler Exkursionsflora von Deutschland. Band 5: Krautige Zier- und Nutzpflanzen. Spektrum Akademischer Verlag, Berlin Heidelberg 2008, ISBN 978-3-8274-0918-8.